# Warren Westlund
Warren Westlund   (Olympia, 20 d'agost de 1926 - Seattle, 13 de febrer de 1992) fou un remer estatunidenc que va competir durant la dècada de 1940.
El 1948 va prendre part en els Jocs Olímpics de Londres, on guanyà la medalla d'or en la prova del quatre amb timoner del programa de rem. Formà equip amb Robert Martin, Robert Will, Gordon Giovanelli i Allan Morgan.